# Hartmut Krech
Hartmut „Hardy“ Krech (* 1966 in Bonn) ist ein deutscher Songwriter, Komponist und Produzent.

## Leben und Wirken
Krech wuchs in Flensburg als Sohn einer Lehrerin und eines Architekten auf, wo er sein Abitur machte und heute noch mit seiner Frau Annett Lorenzen-Krech und seinem Sohn lebt. In der Kindheit begann er Trompete zu spielen. Später nahm er Klavier- und Keyboard-Unterricht und gründete mit 16 Jahren eine eigene Band, für die er den Großteil der Songs schrieb, arrangierte und später auch produzierte.
Ende der 1990er Jahre beendete er sein Architekturstudium. Er verließ seine Band, unterschrieb seinen ersten Autoren-Exklusivvertrag bei Warner Chappell und gründete mit Mark Nissen und Lorenzen-Krech die Elephant Music GmbH, um fortan ausschließlich als Autor und Produzent zu arbeiten. Später gründete er einen eigenen Verlag, die Elephanten Edition.
Sein erster Hit als Autor und Produzent war 1999 The Rigga-Ding-Dong-Song von Passion Fruit. Die Single gewann eine Goldene Schallplatte, kam auf Platz 9 der deutschen Singlecharts, erreichte in 14 weiteren Ländern die Top Ten und in Mexiko Platz eins der Charts. Auch Wonderland, die zweite Single der Passion Fruits, schrieb und produzierte er. Krech erhielt diverse Gold- und Platin-Awards. Seit 1999 erfolgten zahlreiche Echo-Nominierungen und Auszeichnungen der von ihm geschriebenen und produzierten Songs, sowohl für die ausführenden Künstler als auch für ihn selbst als Produzenten.
2019 war er musikalischer Leiter eines aufgezeichneten MTV-Unplugged-Konzerts von Santiano, als deren Produzent er seit Gründung der Band fungiert. Krechs Repertoire als Autor und Produzent reicht vom Singer-Songwriter über Dance bis hin zum Schlager, der Schwerpunkt liegt jedoch im Bereich Rock und Pop. Er war Autor u. a. für Künstler wie Highland, DJ Ötzi, Hot Banditoz, Kissin’ Dynamite, Sven van Thom, die Puhdys, Velile & Safri Duo, Faun, Santiano, Oonagh, Beyond the Black, Versengold und Sarah Jane Scott.